# C/2021 T4 萊蒙彗星
C/2021 T4 (萊蒙)是萊蒙山天文台於2021年10月7日發現的一顆入境的長週期彗星。通過太陽系的行星區域將使軌道週期從數百萬年縮短到數千年。
自2022年10月以來，它一直位於天球赤道以南。2023年6月13日，它與鯨魚座最亮的土司空（鯨魚座β，視星等2.02）相距1.5度。它在2023年7月20日最接近地球，距離為0.54 AU（81 × 106 km）；它於2023年7月31日到達近日點（最接近太陽），距離為1.48天文單位。預期這顆彗星最亮時的視星等可以到達8等。